# Miąża
Miąża (prononciation : [ˈmjɔ̃ʐa]) est un village polonais de la gmina de Damasławek dans le powiat de Wągrowiec de la voïvodie de Grande-Pologne dans le centre-ouest de la Pologne.
Il se situe à environ 4 kilomètres au sud-ouest de Damasławek (siège de la gmina), 18 kilomètres à l'est de Wągrowiec (siège du powiat), et à 60 kilomètres au nord-est de Poznań (capitale de la Grande-Pologne).
Le village possédait une population de 69 habitants en 2009.

## Histoire
De 1975 à 1998, le village faisait partie du territoire de la voïvodie de Piła.

Depuis 1999, Miąża est situé dans la voïvodie de Grande-Pologne.